# Work It Out
Work It Out – piosenka amerykańskiej wokalistki Beyoncé Knowles. 11 czerwca 2002 roku została wydana jako główny singel promujący ścieżkę dźwiękową filmu Austin Powers i Złoty Członek, w którym wystąpiła Knowles. Wokalistka zamieściła później „Work It Out” na międzynarodowej edycji swojej debiutanckiej płyty, Dangerously in Love (2003). Skomponowany przez Knowles, Pharrella Williamsa i Chada Hugo utwór reprezentuje muzykę R&B i zawiera elementy funku lat 60. i 70. oraz post-disco.
Piosenka została generalnie dobrze przyjęta przez krytyków muzycznych, którzy komplementowali jej stylistykę retro. „Work It Out” uważana jest za początek kariery Beyoncé jako artystki solowej. Mimo że utwór nie odniósł sukcesu w zestawieniu Billboard Hot 100, dotarł do relatywnie wysokich miejsc list przebojów kilku państw świata, a także wspiął się na szczyt amerykańskiego notowania Hot Dance Club Play.
Wideoklip do „Work It Out” został wyreżyserowany przez Matthew Rolstona i ukazuje Knowles w jej filmowej roli Foxxy Cleopatry, czerpiąc ponadto inspirację z kilku motywów lat 60. i 70. Teledysk nominowany był w kategorii najlepszy klip filmowy do nagrody MTV Video Music Award Japan.

## Kontekst i wydanie
W filmie Austin Powers i Złoty Członek (2002) Beyoncé wcieliła się w jedną z głównych ról, Foxxy Cleopatrę, występując u boku między innymi Mike’a Myersa. Postać Cleopatry stanowiła parodię bohaterów blaxploitationowych obrazów w postaci chociażby Foxy Brown i Cleopatra Jones. Jej stylizacje stanowią odniesienie do ery disco, zaś fryzura reprezentuje styl afro. Czerpiąc inspirację z granej przez siebie postaci, Knowles wykreowała się w „Work It Out” na osobę podobną do Cleopatry. Foxxy oraz policjant Get Christie Love! często używali w filmie terminu „sugar”, który wokalistka uwzględniła w tekście piosenki. Ze względu na naturę Foxxy Cleopatry, Knowles śpiewa utwór w pewny siebie i asertywny sposób. Jako że Powers poznał Foxxy w 1975 roku w jednej z dyskotek, w teledysku do „Work It Out” wykorzystano modę z tego okresu.
„Work It Out” został napisany przez Knowles, Pharrella Williamsa i Chada Hugo, zaś za jego produkcję odpowiadał duet The Neptunes. Utwór został wówczas uznany za pełny krok Beyoncé w stronę kariery solowej, po latach działalności w Destiny’s Child. Piosenka miała oficjalną premierę 23 maja 2002 roku za pośrednictwem AOL. „Work It Out” została pierwotnie wydana na ścieżce dźwiękowej filmu Austin Powers i Złoty Członek, pełniąc ponadto funkcję głównego singla z płyty. Następnie wokalistka zamieściła go również na swoim debiutanckim albumie solowym, Dangerously in Love. Wedle pierwotnych planów, „Work It Out” miał być pierwszym singlem z tego wydawnictwa, jednakże ostatecznie do tej roli wybrano „Crazy in Love”; sam „Work It Out” był natomiast ścieżką bonusową na międzynarodowych wersjach Dangerously in Love.

## Styl muzyczny
Zgodnie z bazą Musicnotes.com, „Work It Out” to utrzymany w średnim tempie utwór z pogranicza R&B, soulu i funku. Napisany w tonacji G-dur, utrzymany w metrum o tempie 84 uderzeń na minutę, utwór wzbogacony jest o elementy post-disco. Piosenka uznana została za spuściznę soulu i funku lat 60. i 70., a Craig Seymour z Entertainment Weekly opisał ją jako doskonały przykład stylu retro. Rob Fitzpatrick z New Musical Express skomentował, że utwór jest „super-funkowy”, a także stanowi „nienaganną próbę przywrócenia do życia klasyków The J.B.'s i Lynn Anderson”, podczas gdy Nick Duerden z magazynu Spin opisał „Work It Out” jako „niesamowitego reprezentanta soulu lat 60.” Duerden i John Mulvey z New Musical Express uznali, że za pośrednictwem tej piosenki The Neptunes oddali hołd Jamesowi Brownowi. Podkreślając, że utwór zawiera wiele elementów inspirowanych stylami muzycznymi lat 60. i 70., Sal Cinquemani z magazynu internetowego Slant Magazine napisał, że „Work It Out” ugruntował pozycję Knowles jako „Tiny Turner generacji MTV”.

## Odbiór krytyków
„Work It Out” otrzymał generalnie pozytywne oceny od krytyków muzycznych, którzy chwalili wyczuwalne w nim wpływy funku lat 60. i 70. Craig Seymour z Entertainment Weekly napisał, że piosenka udowodniła, iż Knowles „jest w stanie zagłębić się w muzyczny groove”, czego nie miała szansy pokazać jako członkini Destiny’s Child. Witryna Contactmusic.com, a także Stephen Thomas Erlewine z AllMusic uznali „Work It Out” za jeden z najlepszych momentów ścieżki dźwiękowej. Witryna Contactmusic.com uznała „Work It Out” za najmocniejszy punkt ścieżki dźwiękowej. Erlewine scharakteryzował go ponadto jako „utwór doskonały” i jednocześnie lepszy od piosenek z albumu Survivor (2001) Destiny’s Child’s. Rob Boss z sieci Walmart skrytykował co prawda rolę Beyoncé w filmie, twierdząc, że „powinna ona pozostać przy śpiewaniu i zostać aktorstwo aktorom”, ale jednocześnie pochwalił „Work It Out”, twierdząc, iż utwór ten był wystarczającym powodem, aby zaangażować Knowles do tej roli. Rob Fitzpatrick z New Musical Express napisał, że „Work It Out” brzmi niczym „perfekcyjna imitacja klasycznego funku”. John Mulvey z tej samej publikacji uznał „Work It Out” za najlepszą piosenkę Knowles od czasu „Say My Name” (2000).
Magazyn Spin umieścił „Work It Out” na liście utworów, „z którymi należy się zapoznać”, a także na 5. miejscu listy „utworów, które trzeba nabyć”. Z kolei Vibe uwzględnił utwór w zestawieniu „Vibraters”, które składa się z utworów, jakie aktualnie znajdują się na playlistach pracowników magazynu. Mark Anthony Neal z PopMatters stwierdził, że za sprawą „Work It Out” Beyoncé „pokazała, że gotowa jest porzucić klimat 'ale wciąż nie jestem jeszcze kobietą’, który przyniósł Destiny’s Child multiplatynowy status”. Bill Lamb z About.com uznał, że „Work It Out” wkupia się w kategorię utworów, które „dokładnie oddają komediową wizję filmów [, z których pochodzą]”.
Jednakże z drugiej strony, Josh Tyrangiel z Entertainment Weekly negatywnie ocenił „Work It Out”, uznając utwór za „niedopowiedziany”. Z kolei magazyn Vibe napisał, że „Work It Out” okazał się rozczarowującym początkiem dla Knowles, która posiadała wysokie oczekiwania względem kariery solowej.
W 2003 roku utwór nominowany był do nagrody Black Reel Award w kategorii najlepsza piosenka oryginalna lub adaptowana.

## Wideoklip
Wideoklip do „Work It Out” został nakręcony na początku czerwca 2002 roku w Nowym Jorku przez Matthew Rolstona. 7 czerwca materiał zza kulis jego powstawania został opublikowany w Internecie, zaś 17 czerwca pełna wersja teledysku zadebiutowała w MTV. Jego klimat inspirowany był popem i funkiem lat 70., a o koncepcji wideoklipu sama Knowles powiedziała: „Chciałam nakręcić coś innego od tego, co robiłam dotychczas. [...] [Teledysk] wygląda niczym show z lat 70.” Z kolei Rolston dodał, że inspirację stanowiły ponadto programy z ery disco, takie jak Sonny & Cher oraz The Midnight Special with James Brown.
Wideoklip rozpoczyna się widokiem Knowles (jako Cleopatry), która siedzi wraz z Austinem Powersem w kinie, co stanowi odniesienie do finałowej sceny filmu Austin Powers i Złoty Członek. Wraz z rozpoczęciem projekcji, Knowles z zespołem muzycznym ukazują się na kolorowej scenie; po wykonaniu krótkiej choreografii wokalistka zaczyna śpiewać „Work It Out”. W ujęcia te wplecione są fragmenty Złotego Członka. Beyoncé otoczona jest przez scenerię stylizowaną na styl disco, łącznie z oświetleniem, a także projektem podłóg i ścian. W jednej z ostatnich scen wokalistka bawi się z hula hop; następnie kamera powraca na salę kinową, gdzie Powers i Cleopatra biją brawa po zakończeniu projekcji.
Cynthia Fuchs z PopMatters uznała, że wideoklip ukazuje „niesamowitą energię Beyoncé, przypominającą Arethę [Franklin] i przede wszystkim Tinę Turner”. Fuchs napisała ponadto: „W swojej pierwszej solowej próbie, Beyoncé zdeklarowała się jako indywidualistka i artystka.” Jednakże Tamar Anitai z MTV News skrytykował stylizację Knowles, a zwłaszcza jej afro-fryzurę. W 2003 roku teledysk do „Work It Out” nominowany był do nagrody MTV Video Music Award Japan w kategorii najlepszy wideoklip filmowy, jednak ostatecznie przegrał na rzecz „Lose Yourself” Eminema z obrazu 8. Mila.

## Wykonania na żywo
„Work It Out” była częścią listy wykonywanych przez Beyoncé piosenek podczas trasy koncertowej Dangerously in Love Tour; jeden z tych występów, w londyńskiej Wembley Arena, został nagrany, a następnie wydany na CD/DVD Live at Wembley. 2 sierpnia 2009 roku Knowles zaśpiewała utwór w Wynn Theatre w Las Vegas, podczas koncertu w ramach rewii I Am... Yours. Występ został zarejestrowany i w listopadzie 2009 roku wydany na CD/DVD I Am... Yours: An Intimate Performance at Wynn Las Vegas. Z kolei w ramach trasy I Am... Tour „Work It Out” była częścią medleyu, złożonego z utworów: „Crazy in Love”, „I Just Wanna Love U (Give It 2 Me)”, „Let Me Clear My Throat” i „Pass the Peas”.

## Formaty i listy utworów
- Japoński singel CD

1. „Work It Out” (wersja albumowa) – 4:07
2. „Work It Out (Maurice’s Nu Soul Mix)” – 7:11

- Brytyjski singel CD

1. „Work It Out” (edycja radiowa) – 3:43
2. „Work It Out (Victor Calderone’s Blow Your Horn Dub)” – 9:57
3. „Work It Out (Azza’s Nu Soul Mix)”

- Amerykański singel CD

1. „Work It Out (Call Out Hook)”
2. „Work It Out” (edycja radiowa) – 3:22
3. „Work It Out” (wersja albumowa) – 4:07
4. „Work It Out” (wersja instrumentalna)
5. „Work It Out” (wersja a cappella)

- Brytyjski maxi singel

1. „Work It Out” (wersja albumowa) – 4:07
2. „Work It Out” (edycja radiowa) – 3:22
3. „Work It Out” (wersja instrumentalna) – 4:07

- Brytyjska płyta winylowa

1. „Work It Out (Maurice’s Nu Soul Mix)” – 7:11
2. „Work It Out (RC Groove Nu Electric Mix)” – 5;23
3. „Work It Out (Azza’s Nu Soul Mix)” – 4:50

- Amerykańska płyta winylowa

1. „Work It Out (Maurice’s Nu Soul Mix)” – 7:11
2. „Work It Out (Charlie’s Nu NRG Mix)” – 7:43
3. „Work It Out (Victor Calderone’s Blow Your Horn Dub)” – 9:57
4. „Work It Out (Bonus Beats)” – 6:06

## Autorzy
Autorzy utworu zostali zaczerpnięci z książeczki albumowej Dangerously in Love.
- Beyoncé Knowles – kompozycja, wokal, tekst, produkcja wokalu
- The Neptunes (Pharrell Williams i Chad Hugo) – kompozycja, tekst, produkcja

## Pozycje na listach i certyfikaty
| Lista (2002)                 | Najwyższa pozycja |
| ---------------------------- | ----------------- |
| Australian Singles Chart     | 21                |
| Belgian Tip Chart (Flandria) | 2                 |
| Belgian Tip Chart (Walonia)  | 40                |
| Danish Singles Chart         | 14                |
| French Singles Chart         | 87                |
| German Black Chart           | 75                |
| Irish Singles Chart          | 12                |
| Dutch Top 40                 | 26                |
| New Zealand Singles Chart    | 36                |
| Norwegian Singles Chart      | 3                 |
| Swiss Singles Chart          | 48                |
| UK Singles Chart             | 7                 |
| U.S. Hot Dance Club Play     | 1                 |
| U.S. Hot R&B/Hip-Hop Songs   | 104               |

| Lista (2002)     | Najwyższa pozycja |
| ---------------- | ----------------- |
| UK Singles Chart | 120               |

| Region (dostawca) | Certyfikat |
| ----------------- | ---------- |
| Australia (ARIA)  | Złoto      |
| Norwegia (IFPI)   | Złoto      |

## Daty wydania
| Region            | Data             | Format | Wytwórnia        |
| ----------------- | ---------------- | ------ | ---------------- |
| Stany Zjednoczone | 14 lutego 2002   | CD     | Columbia Records |
| Japonia           | 26 czerwca 2002  | CD     | Columbia Records |
| Niemcy            | 1 lipca 2002     | CD     | Columbia Records |
| Wielka Brytania   | 15 lipca 2002    | CD     | Columbia Records |
| Europa            | 12 sierpnia 2002 | CD     | Columbia Records |